# イシケリ・マタイトガ

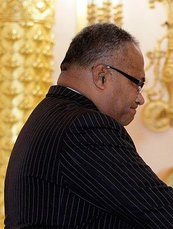
2010年2月のイシケリ・マタイトガ

イシケリ・ウルイナイライ・マタイトガ（英語: Isikeli Uluinairai Mataitoga、ロシア語: Исикели Улуинаираи Матайтога）は、フィジーの外交官。元駐日大使で、非常駐の在フィリピン大使、在ロシア大使を兼轄。

## 経歴
大使を拝命する前、マタイトガは1993年から1997年にかけて法務次官、続いて高等裁判所で判事として奉職。また、2006年から2007年にかけては外務大臣代行を務めていた。
2010年1月13日、マタイトガ大使は皇居で天皇明仁（当時。令和時代の上皇）に信任状を捧呈、2010年2月5日にモスクワのクレムリンでドミートリー・メドヴェージェフ大統領に信任状を捧呈し、そして2013年1月10日にはマニラのマラカニアン宮殿でベニグノ・アキノ3世大統領に信任状を捧呈した。 
2019年10月22日、皇居正殿松の間で天皇徳仁の即位礼正殿の儀が執り行われ、ジオジ・コンロテ大統領及びサロテ・ファガ・コンロテ夫人と共に参列した。